# 柏林镇 (十堰市)
柏林镇，是中华人民共和国湖北省十堰市张湾区下辖的一个乡镇级行政单位。

## 行政区划
柏林镇下辖以下地区：
柏林社区、柏林村、白马村、陈坡村、鲍化村、小堰村和太山村。